# ADAC Luftrettung
Die ADAC Luftrettung gGmbH ist eine deutsche Luftrettungsorganisation und betreibt zahlreiche Rettungs- und Intensivtransporthubschrauber, die Teil des öffentlich-rechtlichen Rettungsdienstsystems in Deutschland sind. Die gemeinnützige Gesellschaft ist eine 100-prozentige Tochtergesellschaft der ADAC Stiftung und zählt zu den größten Luftrettungsorganisationen Europas. Die ADAC Luftrettung betreibt rund 50 Rettungshubschrauber der Typen EC 135 / H135 und H145 D-2 / H145 D-3, die von 37 Stationen aus zu über 55.000 Einsätzen im Jahr (Stand 2022) starten. 

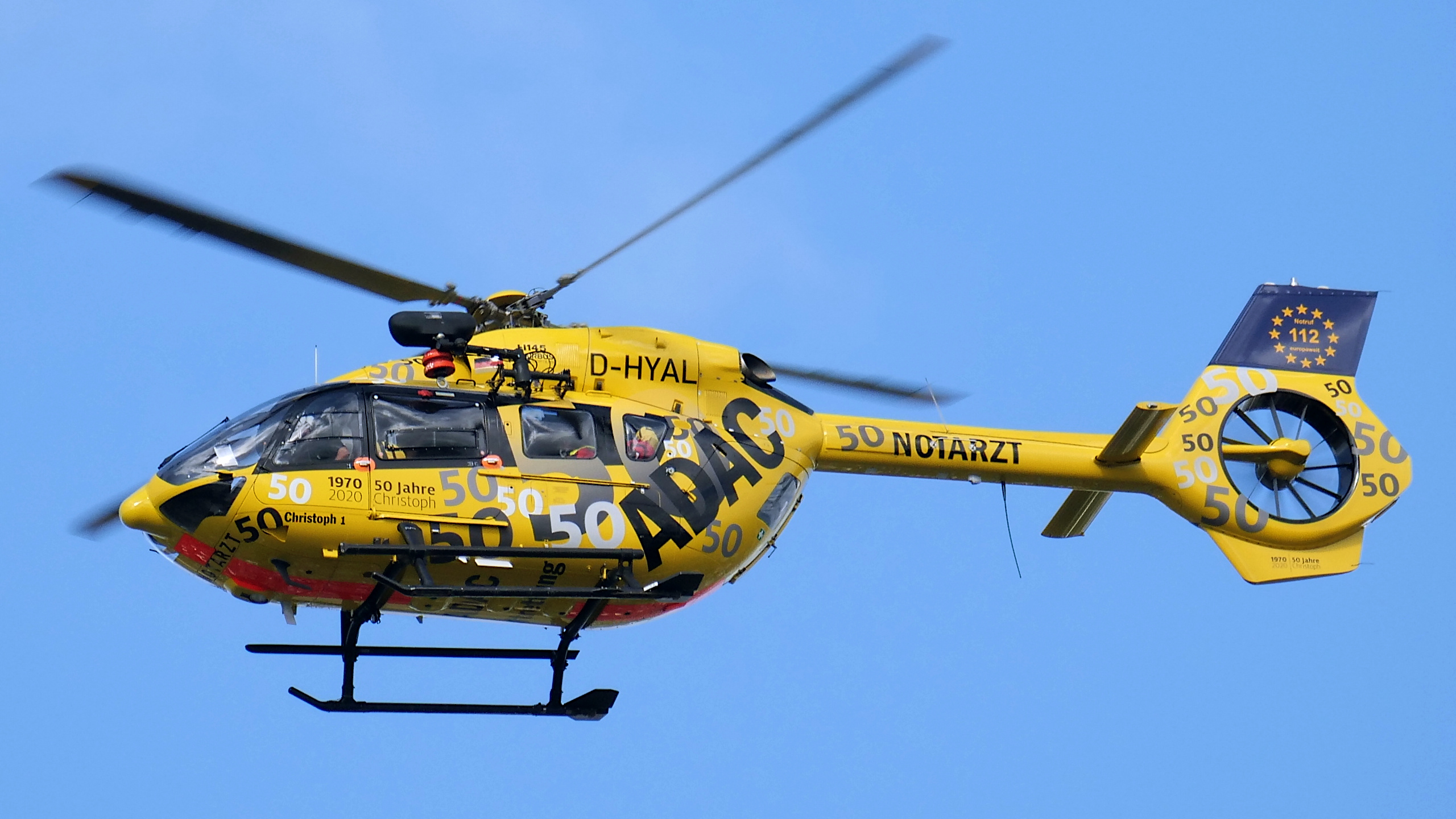
ADAC-Rettungshubschrauber mit der Sonderlackierung für 50 Jahre ADAC Luftrettung

## Geschichte
Als die Zahl der Verkehrstoten 1967 in Westdeutschland 20.000 erreichte, verlangten Notfallmediziner eine bessere Versorgung von Verletzten. Ein neues Konzept der Erstversorgung entstand: Es brachte den Notarzt auf dem schnellsten Weg zum Patienten und nicht mehr umgekehrt. Der ADAC griff diese Idee auf und führte Ende der 1960er Jahre einen Probelauf mit angemieteten Hubschraubern durch. Der Weg durch die Luft bewährte sich, denn Unfallopfer konnten schneller qualifiziert versorgt und in eine geeignete Klinik gebracht werden. Mit Christoph 1 wurde am 1. November 1970 der erste zivile permanent betriebene Rettungshubschrauber in München-Harlaching stationiert.
Gegründet wurde die ADAC Luftrettung am 25. November 1981 unter dem Namen Arbeitskreis des ADAC zur Förderung der Luftrettung und zur Hebung der allgemeinen Verkehrssicherheit (ADAC-Luftrettung) Gesellschaft mit beschränkter Haftung. Am 29. März 2000 wurde die Gesellschaft umbenannt in ADAC-Luftrettung GmbH, am 26. August 2013 in ADAC Luftrettung gGmbH. Im Zuge der Reorganisation des ADAC in einem „Drei-Säulen-Modell“ wurde die ADAC Luftrettung gGmbH 2017 Tochtergesellschaft der gemeinnützigen ADAC Stiftung.
Im März 2019 flog die ADAC Luftrettung ihren einmillionsten Einsatz.

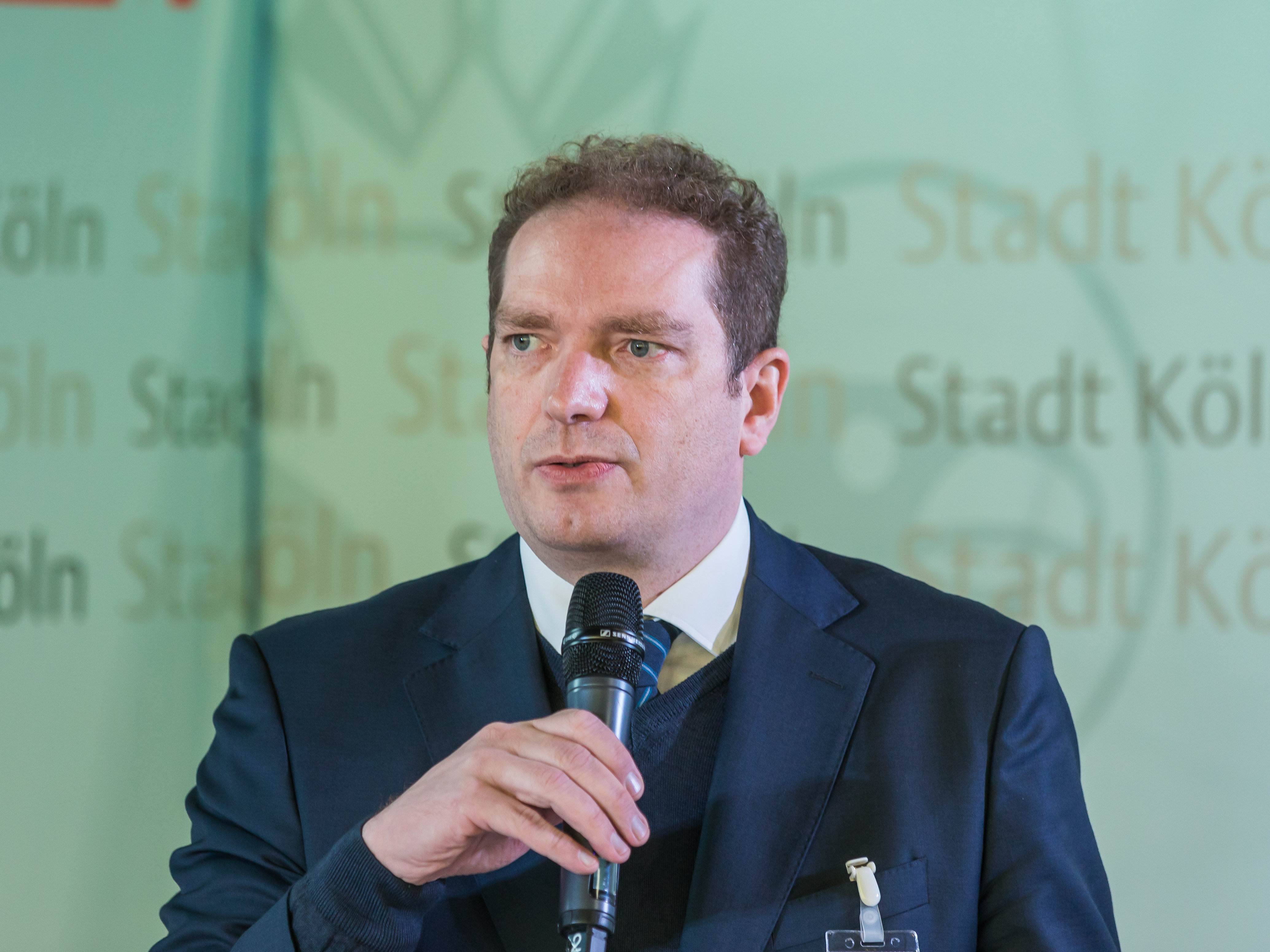
Geschäftsführer Frédéric Bruder bei der Vorstellung der neuen Luftrettungsstation für Christoph Rheinland (2021)

Geschäftsführer ist seit 25. September 2012 Frédéric Bruder.

## Stationen
An 37 Stationen sind die Crews der ADAC Luftrettung täglich einsatzbereit. Die ADAC Luftrettung betreibt damit fast die Hälfte der über 80 Luftrettungsstandorte in Deutschland (Stand 2020), zusätzlich gibt es mit Christophorus Europa 3 noch eine Station in Österreich.
Die Rettungshubschrauber starten in der Regel von Sonnenaufgang (frühestens 7:00 Uhr) bis Sonnenuntergang. Ihr Einsatzradius beträgt 50–70 km. Drei Stationen sind rund um die Uhr in Betrieb. Für den Einsatz in unwegsamem Gelände sind sechs weitere mit einer Rettungswinde ausgestattet. An ausgewählten Stationen stehen außerdem Intensivtransporthubschrauber zur Verfügung.
| Rufname                | Ort                  | Betreiber                                         | Internet   | Einsatzbereitschaft                                                    | Hubschraubermuster                                      |
| ---------------------- | -------------------- | ------------------------------------------------- | ---------- | ---------------------------------------------------------------------- | ------------------------------------------------------- |
| Christoph 1            | München              | ADAC Luftrettung                                  | Datenblatt | Tag, Rettungswinde, Wetterradar                                        | Airbus Helicopters H145 D-3                             |
| Christoph 5            | Ludwigshafen         | ADAC Luftrettung                                  | Datenblatt | Tag                                                                    | Eurocopter EC135                                        |
| Christoph 6            | Bremen               | ADAC Luftrettung                                  | Datenblatt | Tag, Wetterradar                                                       | Eurocopter EC135                                        |
| Christoph 8            | Lünen                | ADAC Luftrettung                                  | Datenblatt | Tag                                                                    | Eurocopter EC135                                        |
| Christoph 10           | Wittlich             | ADAC Luftrettung                                  | Datenblatt | Tag                                                                    | Airbus Helicopters H135 im Wechsel mit Eurocopter EC135 |
| Christoph 15           | Straubing            | ADAC Luftrettung                                  | Datenblatt | Tag, Rettungswinde                                                     | Airbus Helicopters H135                                 |
| Christoph 16           | Saarbrücken          | ADAC Luftrettung                                  | Datenblatt | Tag                                                                    | Eurocopter EC135                                        |
| Christoph 18           | Ochsenfurt           | ADAC Luftrettung                                  | Datenblatt | Tag                                                                    | Airbus Helicopters H135                                 |
| Christoph 19           | Uelzen               | ADAC Luftrettung                                  | Datenblatt | Tag                                                                    | Eurocopter EC135                                        |
| Christoph 20           | Bayreuth             | ADAC Luftrettung                                  | Datenblatt | Tag                                                                    | Eurocopter EC135                                        |
| Christoph 22           | Ulm                  | ADAC Luftrettung                                  | Datenblatt | Tag bis 22 Uhr, Wetterradar                                            | Airbus Helicopters H145 D-2                             |
| Christoph 23           | Koblenz              | ADAC Luftrettung                                  | Datenblatt | Tag                                                                    | Eurocopter EC135                                        |
| Christoph 25           | Siegen               | ADAC Luftrettung                                  | Datenblatt | Tag                                                                    | Airbus Helicopters H135                                 |
| Christoph 26           | Sande                | ADAC Luftrettung                                  | Datenblatt | Tag und Nacht, Rettungswinde, Wetterradar                              | Airbus Helicopters H145 D-3                             |
| Christoph 28           | Fulda                | ADAC Luftrettung                                  | Datenblatt | Tag                                                                    | Eurocopter EC135                                        |
| Christoph 30           | Wolfenbüttel         | ADAC Luftrettung                                  | Datenblatt | Tag                                                                    | Eurocopter EC135                                        |
| Christoph 31           | Berlin               | ADAC Luftrettung                                  | Datenblatt | Tag                                                                    | Airbus Helicopters H135                                 |
| Christoph 32           | Ingolstadt           | ADAC Luftrettung                                  | Datenblatt | Tag                                                                    | Airbus Helicopters H135                                 |
| Christoph 33           | Senftenberg          | ADAC Luftrettung                                  | Datenblatt | Tag                                                                    | Eurocopter EC135                                        |
| Christoph 39           | Perleberg            | ADAC Luftrettung                                  | Datenblatt | Tag                                                                    | Eurocopter EC135                                        |
| Christoph 40           | Augsburg             | ADAC Luftrettung                                  | Datenblatt | Tag                                                                    | Eurocopter EC135                                        |
| Christoph 46           | Zwickau              | ADAC Luftrettung                                  | Datenblatt | Tag                                                                    | Airbus Helicopters H135                                 |
| Christoph 48           | Neustrelitz          | ADAC Luftrettung                                  | Datenblatt | Tag                                                                    | Eurocopter EC135                                        |
| Christoph 61           | Schkeuditz-Dölzig    | ADAC Luftrettung                                  | Datenblatt | Tag                                                                    | Eurocopter EC135                                        |
| Christoph 63           | Schkeuditz-Dölzig    | ADAC Luftrettung                                  | Datenblatt | Tag                                                                    | Eurocopter EC135                                        |
| Christoph 65           | Dinkelsbühl          | ADAC Luftrettung                                  | Datenblatt | Tag                                                                    | Eurocopter EC135                                        |
| Christoph 66           | Imsweiler            | ADAC Luftrettung                                  | Datenblatt | Tag, Rettungswinde, Wetterradar                                        | Airbus Helicopters H145 D-2                             |
| Christoph 67           | Hohenlockstedt       | ADAC Luftrettung                                  | Datenblatt | Tag, Wetterradar                                                       | Airbus Helicopters H145 D-2                             |
| Christoph 70           | Jena                 | ADAC Luftrettung                                  | Datenblatt | Tag                                                                    | Eurocopter EC135                                        |
| Christoph 77           | Mainz                | ADAC Luftrettung                                  | Datenblatt | Tag bis 22 Uhr, Wetterradar                                            | Airbus Helicopters H145 D-3                             |
| Christoph Europa 1     | Würselen             | ADAC Luftrettung                                  | Datenblatt | Tag                                                                    | Eurocopter EC135                                        |
| Christoph Europa 2     | Rheine               | ADAC Luftrettung                                  | Datenblatt | Tag                                                                    | Eurocopter EC135                                        |
| Christophorus Europa 3 | Suben (Österreich)   | ADAC Luftrettung Christophorus Flugrettungsverein | Datenblatt | Tag, halbjährlich (im Wechsel mit Christophorus Flugrettungsverein)    | Eurocopter EC135                                        |
| Christoph Brandenburg  | Senftenberg          | ADAC Luftrettung                                  | Datenblatt | Tag und Nacht, ITH, Wetterradar                                        | Airbus Helicopters H145 D-3                             |
| Christoph Hansa        | Hamburg              | ADAC Luftrettung                                  | Datenblatt | Tag, ITH, Wetterradar, Rettungswinde                                   | Airbus Helicopters H145 D-2                             |
| Christoph Murnau       | Murnau am Staffelsee | ADAC Luftrettung                                  | Datenblatt | Tag, Wetterradar, Rettungswinde                                        | Airbus Helicopters H145 D-2                             |
| Christoph Rheinland    | Köln                 | ADAC Luftrettung                                  | Datenblatt | Tag, ITH, Wetterradar                                                  | Airbus Helicopters H145 D-2                             |
| Christoph Westfalen    | Greven               | ADAC Luftrettung                                  | Datenblatt | Tag und Nacht, ITH, Wetterradar                                        | Airbus Helicopters H145 D-3                             |
| TEMPIS                 | München              | ADAC Luftrettung Helicopter Travel Munich         | Datenblatt | Wetterradar, Mai bis Oktober (im Wechsel mit Helicopter Travel Munich) | Eurocopter EC135                                        |

## Rettungseinsätze
Neben dem Primäreinsatz, der Notversorgung und dem Transport von Verletzten, kann die ADAC Luftrettung auch spezielle Einsätze wahrnehmen. Dazu zählen etwa Sekundäreinsätze, bei denen Intensiv- oder Notfallpatienten von einer Klinik in eine Spezialklinik verlegt werden. Zu einem Interhospitalflug zählt auch der Transport von wichtigen Medikamenten, Blutkonserven oder Organen.
Für die notärztliche Versorgung in der Nacht betreibt die ADAC Luftrettung drei spezialisierte Stationen, die rund um die Uhr in Betrieb sind. Bei Dunkelheit finden überwiegend Verlegungsflüge von einem Krankenhaus in eine Spezialklinik statt – von einem beleuchteten Landeplatz zum anderen. Darüber hinaus können jedoch auch Notfalleinsätze erfolgen, die eine Landung in einem unbekannten und unbeleuchteten Gebiet verlangen. Dafür sind die Hubschrauber mit Nachtsichtgeräten ausgestattet.
Sechs Stationen der ADAC Luftrettung können für Windenrettungen genutzt werden. Mit der Rettungswinde können Patienten auch in unwegsamem Gelände geborgen und durch den Notarzt versorgt werden. Die Winde ermöglicht es, die Crew sicher am Boden abzusetzen, während der Hubschrauber weiter über der Einsatzstelle schwebt. Bei diesen Einsätzen ist auch ein Windenoperator mit an Bord. Die Winde wird im Alpenraum, an der Küste über dem Meer oder bei der Inselrettung eingesetzt. Darüber hinaus ist sie in Waldgebieten oder im Katastrophenfall wie zum Beispiel bei Hochwasser hilfreich.

## Besatzung
Die Besatzung besteht immer aus mindestens einem Piloten (Pilot in command), einem Notarzt und einem Notfallsanitäter. Für besondere Einsätze ist, an ausgewählten Standorten, als weiteres Mitglied ein Windenoperator (TC HHO) an Bord. Speziell geschulte Notfallsanitäter werden auch als HEMS Technical Crew Members (HEMS TC) bezeichnet.
Die Notärzte der ADAC Luftrettung sind Fachärzte aus den Bereichen Anästhesie, Chirurgie oder Innere Medizin. Sie sind hauptberuflich in den Kliniken tätig, an die die Luftrettungsstationen angebunden sind. Alle Notärzte verfügen über eine umfangreiche intensiv- und notfallmedizinische Expertise sowie fundierte Erfahrungen in der bodengebundenen Rettung.
Die HEMS-TC sind wie die Piloten auch bei der ADAC Luftrettung angestellt oder kommen von ortsansässigen Hilfsorganisationen, Feuerwehren oder Kliniken.
Bei einem Windeneinsatz kann der Hubschrauberpilot die Einsatzstelle, über der er schwebt, nicht selbst sehen. Daher agiert der Windenoperator an der geöffneten Tür als „Auge“ und Navigator für den Piloten. Er dirigiert den Hubschrauber in die richtige Position und seilt die medizinische Crew über dem Einsatzort ab. In der Regel wird die Aufgabe des Windenoperators von einem zweiten HEMS TC mit Zusatzqualifikation Winde (TC HHO für Helicopter Hoist Operator) ausgeführt.
Die ADAC HEMS Academy in Bonn Hangelar ist für die Aus- und Weiterbildung der Besatzungen zuständig.

## Ausstattung

### Technische Ausstattung
Die Hubschrauber besitzen eine Zulassung nach CAT A und sind mit allen Geräten für einen Instrumentenflug ausgestattet. Die Abstimmung mit den Kliniken oder der Leitstelle erfolgt via Satellitentelefon oder Digitalfunkgerät. Damit die Hubschrauber noch schneller und effizienter eingesetzt werden können, nutzen sie das Flight-Following-System „Rescuetrack“: Es übermittelt den genauen Standort an die Leitstelle und unterstützt den Piloten bei der Bestimmung des Zielortes. Zum Einsatz kommen Hubschrauber der Typen EC 135 / H135 und H145 D-2 / H145 D-3.

### Medizinische Ausstattung
Die Rettungshubschrauber sind mit Monitorsystemen zur Überwachung von Herzrhythmus, Blutdruck und Sauerstoffgehalt des Blutes, einem Defibrillator und Beatmungsgeräten ausgestattet. Darüber hinaus stehen Systeme zur Kreislaufsicherung und Traumaversorgung zur Verfügung. Für die Betreuung des Patienten außerhalb des Hubschraubers sind alle notwendigen Medikamente, Materialien und Geräte zusätzlich in Notfallrucksäcken griffbereit.